# Grammisgalan 2010
Grammisgalan 2010 hölls i Münchenbryggeriet i Stockholm den 15 januari 2010, och gällde 2009 års prestationer. Galan leddes av Karin Winther.

## Priser
- Årets album: Thåström – Kärlek är för dom
- Årets artist: Lars Winnerbäck – Tänk om jag ångrar mig, och sen ångrar mig igen
- Årets barnalbum: Bröderna Lindgren – Presenterar meningen med livet
- Årets dansband: Larz Kristerz – Hem till dig
- Årets folkmusik/visa: Sofia Karlsson – Söder om kärleken
- Årets hederspris: Jerry Williams
- Årets hårdrock: Mustasch – Mustasch
- Årets jazz: Jeanette Lindström – Attitude & Orbit Control
- Årets klassiska: Kammarensemble Sonanza – Uneard of – Again
- Årets klubb/hip hop: Promoe – Kråksången
- Årets kompositör: Amanda Jenssen och Pär Wiksten – Happyland
- Årets kvinnliga artist: Amanda Jenssen – Happyland
- Årets låt: Mando Diao – Dance with Somebody
- Årets manliga artist: Lars Winnerbäck – Tänk om jag ångrar mig, och sen ångrar mig igen
- Årets nykomling:  Erik Hassle – Hassle
- Årets pop: Fibes, Oh Fibes! – 1987
- Årets rock: Kent – Röd
- Årets producent: Kent & Joshua – Röd
- Årets specialutgåva: Olle Adolphson – Tystnaden smyger som en katt... 1956–2004
- Årets textförfattare: Thåström – Kärlek är för dom
- MTV-priset för bästa video:  Timbuktu – Välj mej – Regi av Daniel Wirtberg & Jonas Rudström

### Fotnoter
1. ↑  Sara Haldert, Victor Johansson (15 januari 2010). ”Amanda Jenssen blev Grammisdrottning”. Dagens nyheter. http://www.dn.se/kultur-noje/musik/amanda-jenssen-blev-grammisdrottning/. Läst 1 mars 2017.